# Коваленко Людмила Іванівна
Людмила Іванівна Коваленко, у шлюбі Коваленко-Івченко (нар. 25 вересня 1898 р. Маріуполь на Катеринославщині — 13 червня 1969, Трентон, штат Нью-Джерсі) — українська письменниця, драматургиня, перекладачка, радіожурналістка та активістка діаспори, членкиня ОУП «Слово».

## Життєпис
Народилася в Маріуполі. Прізвище матері — Тохтарова. Навчалася в Києві. 
Одружилася з українським письменником Михайлом Івченком. У 1926 році народила дочку Лесю, яка писала під псевдонімом Леся Оленко і померла в 1947. Інша донька Галина 1940 року виїхала в Москву здобувати акторську освіту, одружилася там з Г. Саакяном та після навчання залишилася жити в Росії. З нею Коваленко так і не зустрілася. Радянська влада відправила чоловіка у заслання на Північний Кавказ за сфабрикованими звинуваченнями, де він 1938 року помер. 
Мешкала до 1943 року у Києві. Далі емігрувала до Німеччини та США.
Займалася широким спектром роботи — від організації Українського Червоного Хреста у Другу світову війну до перекладів українською творів Вольтера, Мопассана (разом із братами Рильськими), «Тридцятилітньої жінки» Бальзака, «На щастя дамам» Золя, «Грозову ніч» Жоржа Дюамеля. 
Попри те, що ім'я Людмили Коваленко забули, в 1960-ті роки в Києві видавали її переклади.
Похована на кладовищі української православної церкви Баунд-Бруку, штат Нью-Джерсі

## Творчий доробок[2]
Авторка збірок оповідань «Vita nova» (1957), «Давні дні» (1960), «Дві краси» (1965); трилогії «Наша, не своя земля» («Степові обрії», «Прорість», «Її окрадену збудили»), роману «Тиха вода» (1973), фантастичної повісті «Рік 2245» (1958); посібника «Україна: Енциклопедія для молоді» (1971); збірки п'єс «В часі і просторі» (1956), до якої ввійшли твори: «Ковальчуки» (1942), «Ксантіппа» (1943), «Домаха» (1948), «Героїня помирає у першім акті» (1948) та ін.

### Власні твори
Романи:
- Людмила Івченко. Рік 2245. Журнал «Життя» (м. Авґсбурґ) / Young Life. Ukrainian Monthly (Augsburg). Ч. 1 (січень 1949), Ч. 2 (лютий 1949), Ч. 3 (березень 1949). [уривки]
  - Людмила Коваленко. Рік 2245 (Роман-утопія). New York: Dnipro, 1958. 212 стор. [Книга видана накладом автора]

Збірки оповідань та п'єс:
- Коваленко Л. В часі і просторі: П'єси / Мал. Мирослава Григоріїва. — Париж-Торонто-Нью Йорк: Ми і світ, 1956. — 216 с. 1 500 прим.
  - В просторі: Україна
  - Домаха — с. 5—37
  - Ковальчуки — с. 38—88
  - Приїхали до Америки — с. 89—139
  - В часі: Жінка
  - Ксантіпа: Комедія на 4 акти — с. 141—177
  - Героїня помирає в першому акті — с. 178—207
  - Неплатонівський діалог — с. 208—215
- Коваленко Л. Vita Nova: Збірка оповідань. Нью Йорк, Баунд Брук: Видавництво Української Православної Церкви в США, 1957. 56 с.
- Коваленко Л. Давні дні: Збірка оповідань. — Нью-Йорк — Баунд Брук, Видавництво Української Православної Церкви в США, 1960. — 80 с.
  - Невраховане дитя
  - Гнівливий садівник
  - Загублене ягня
  - Дрібна справа
- Коваленко Л. Дві краси: Новели. — Торонто: Ми і світ, 1965. — 112 с. (Бібліотека «ми і світ»).
  - Дві краси (триптих) — с. 5—24
  - Іменем революції — с. 25—38
  - Парис і Олена — с. 39—59
  - Монолог — с. 60—68
  - Зурочений — с. 69—74
  - І снились лемкові гори… — с. 75—82
  - Звільнення — с. 83—89
  - Лисогірська відьма — с. 90—98
  - Як я вивчала англійську мову — с. 99—102
  - Мій друг Зіночка — с. 103—105
  - Город — с. 106—111

Повісті:
- Трилогії «Наша, не своя земля»
  - Людмила Коваленко. Степові обрії. («Наша, не своя земля» № 1). Обкладинка ?. Вінніпеґ: Тризуб, 1964. 226 с.
  - Людмила Коваленко. Прорість. («Наша, не своя земля» № 2). Обкладинка Бориса Макаренка. Вінніпеґ: Тризуб, 1966. 256 с.
  - Людмила Коваленко. Її окрадену збудили. («Наша, не своя земля» № 3). Обкладинка Дмитра Б. Тугана. Вінніпеґ: Тризуб 1968. 240 с.
- Людмила Коваленко. Тиха вода. Саут Бавнд Брук: Об'єднання Сестрицтв УПЦ в США. 1973. — 290 с.

Оповідання:
- Кулька: [Оповідання] // Нова Громада, 1926, №…
- Бабця Зайківська: [Оповідання] // Громодянки, 1946, № 4 — с.
  - Те саме: [Оповідання] // Наше життя (Нью Йорк), 1981 № 2 — с. 10—11, 16
- Невраховане дитя (1960)
- Гнівливий садівник (1960)
- Загублене ягня (1960)
- Дрібна справа (1960)
- Дві краси: Біографічний нарис, вирізнений на Літературному конкурсі СФУЖО у 1960 р. // Наше життя (Філадельфія), 1961, № 1 — С. 4—6, № 2 — С. 5—6, 8
  - Те саме: (триптих) / Рис. Володимира Стецули // Наше життя (Нью Йорк), 1992, № 3 — С. $1—11, № 4 — с. 8—9, № 5 — с. 14—15
- Без імен: [Оповідання] // Юнак (Нью-Йорк — Торонто), 1965, № 10 — с. 3—4
- Іменем революції (1965)
- Парис і Олена (1965)
- Монолог (1965)
- Зурочений (1965)
- І снились лемкові гори… (1965)
- Звільнення (1965)
- Лисогірська відьма (1965)
- Як я вивчала англійську мову: [Оповідання] // Наше життя (Нью Йорк), 1993 № 10 — с. 16
- Мій друг Зіночка: [Оповідання] // Наше життя (Нью Йорк), 1981, № 8 — с. 14—15
- Город (1965)
- Назад до вулика!: [Оповідання] // Юнак (Нью-Йорк — Торонто), 1967, № 8—9 — с. 21—22
- Войнаровський: [Оповідання] // Нові дні, 1967, № 208 — с.

П'єси:
- Ковальчуки (1942)
- Ксантіппа: Комедія на 4 дії [Архівовано 12 Листопада 2021 у Wayback Machine.]. Авґсбурґ: Додаток до журналу «Заграва», 1946. — 36 с.
- Неплатонівський діалог: [П'єса] // Наші Дні (Львів), 1943, грудень
- Домаха (1947)
  - Коваленко Л. Домаха // Близнята ще зустрінуться: Антологія драматургії української діаспори / Упоряд., вст. ст. Л. Залеської-Онишкевич. — Київ— Львів: Час, 1997. — С. 155—188.
- Героїня помирає в першому акті: [П'єса] // АРКА, 1948, березень-квітень
  - Те саме: Антологія модерної української драми. — Київ-Едмонтон-Торонто: ТАКСОН, 1998 — с. 309—328
- Приїхали до Америки (1951)

Публіцистика:
- Співець землі: [Про Михайла Івченка] // Наші дні (Львів), 1942, березень

Редактор:
- Україна — енциклопедія для молоді / Редактор Людмила Івченко-Коваленко. — Саут Бавнд Брук: Об'єднання українських православних сестрицтв у США, 1971

### Переклади українською
- Вольтер. Вибрані твори[3] Переклад з французької: Людмила Івченко.[4] Харків-Київ: Література і мистецтво, 1932. 254 стор.[5]